# György Dragomán
György Dragomán (* 10. září 1973 Târgu Mureș) je maďarsky píšící spisovatel a překladatel původem z Rumunska. Proslavil se zejména románem Bílý král (2005), který byl přeložen do řady světových jazyků včetně češtiny. Tentýž román se dočkal též filmového zpracování.

## Život
Dragomán se narodil do maďarsky hovořící rodiny v Târgu Mureș (maď. Marosvásárhely) v Rumunsku. Jeho otec byl zubař. Roku 1988 se rodina přestěhovala do Maďarska. Navštěvoval gymnázium v západomaďarském městě Szombathely, poté Univerzitu Loránda Eötvöse v Budapešti, kde původně studoval obory angličtina a filozofie. Zatímco studium filozofie po třech letech přerušil, v oboru anglické literatury získal magisterský a později též doktorský titul.
Ve své literární tvorbě se Dragomán často věnuje tématům násilí, bezpráví a politické moci.
Jeho manželkou je básnířka a překladatelka Anna Szabó T., s níž se Dragomán seznámil ještě v Szombathely. Pár má dva syny, Gábora (*2002) a Pála (*2005), a žije v Budapešti.

## Seznam děl
- A pusztítás könyve (2002, Kniha pustošení)
- A fehér király (2005, č. Bílý král, přel. Anna Valentová, dybbuk, 2008)
- Máglya (2014)
- Oroszlánkórus (2015, Lví chór) - soubor povídek

## Ocenění (výběr)
- 2003: Cena Sándora Bródyho
- 2005: Cena Tibora Déryho
- 2006: Cena Sándora Máraie
- 2007: Cena Attily Józsefa